# Liste des cardinaux créés par Léon X
Au cours de son pontificat (1513-1521), Léon X a créé 42 cardinaux dans 8 consistoires.

## Créés le 23 septembre 1513
- Lorenzo Pucci
- Giulio de' Medici (futur Clément VII)
- Bernardo Dovizi da Bibbiena
- Innocent Cybo

## Créé le 10 septembre 1515
- Thomas Wolsey

## Créés le 14 décembre 1515
- Adrien Gouffier de Boissy

## Créés le1eravril 1517
- Antoine Bohier Du Prat OSB
- Guillaume III de Croÿ

## Créés le1erjuillet 1517
La nomination de trente et un nouveaux cardinaux est presque sans précédent dans l’histoire de la papauté. La nomination de sept membres de familles romaines éminentes renversa la politique de son prédécesseur qui avait maintenu les factions politiques de la ville hors de la Curie. D’autres promotions étaient pour des considérations politiques ou familiales ou pour obtenir de l’argent pour la guerre contre Urbino.

## Créé le 24 mars 1518
- Albrecht von Brandenburg

## Créé le 28 mai 1518
- Jean de Lorraine

## Créé le 9 août 1520
- Erard de La Marck

### Source
- Charles Berton et Jacques-Paul Migne, Dictionnaire des cardinaux : contenant des notions générales sur le cardinalat, Paris, Jacques-Paul Migne, 1857, 1824 p. (lire en ligne) La Liste des Cardinaux créés par Léon X est page 1750.